# Folketingswahl 1990
- F: 15
- A: 69
- B: 7
- D: 9
- Sonst.: 4
- Q: 4
- V: 29
- C: 30
- Z: 12

Die Folketingswahl 1990 am 12. Dezember war die 62. Wahl zum dänischen Parlament, dem Folketing. Ausgeschrieben wurde die vorgezogene Neuwahl am 22. November desselben Jahres. Det Konservative Folkeparti des amtierenden Ministerpräsidenten Poul Schlüter verlor einige Prozentpunkte und lag nur noch knapp vor dem Koalitionspartner der liberalen Venstre. Die Sozialdemokraten verzeichneten einen massiven Stimmenzuwachs und gewannen die Wahl klar. Dennoch führten Konservative und Venstre ihre Minderheitsregierung zunächst in der Regierung Schlüter IV fort. Am 25. Januar 1993 schließlich zerbrach die Koalition und die Regierung Poul Nyrup Rasmussen I unter Führung der Sozialdemokraten übernahm.

## Wahlmodus
Wahlberechtigt zur Folketingswahl waren alle dänischen Staatsbürger, die das 18. Lebensjahr vollendet hatten und einen Wohnsitz in Dänemark besaßen. Jeweils zwei Mandate wurden auf den Färöern und auf Grönland vergeben, 175 Mandate wurden im übrigen Dänemark in einer Verhältniswahl vergeben. Dabei wurden zunächst 135 so genannte Wahlkreismandate (kredsmandater) auf die 17 Groß- und Amtskreise (stor- og amtskredse) aufgetrennt und dort nach dem regionalen Stimmverhältnis verteilt. Anschließend wurden landesweit nochmals weitere 40 Ausgleichsmandate (tillægsmandater) ausgegeben, um den Stimmverhältnissen möglichst nahe zu kommen. Für diese Mandatsverteilung galt eine Zwei-Prozent-Hürde, die allerdings mit einem Wahlkreismandat umgangen werden konnte.

## Ergebnisse

### Dänemark
| Partei                                             | Liste              | Stimmen   | Prozent   | ± %       | Sitze     | ± Sitze   |
| -------------------------------------------------- | ------------------ | --------- | --------- | --------- | --------- | --------- |
| Socialdemokratiet Sozialdemokraten                 | A                  | 1.211.121 | 37,4 %    | +7,6      | 69        | ▲ 14      |
| Det Konservative Folkeparti Konservative           | C                  | 0.517.293 | 16,0 %    | −3,3      | 30        | ▼ 5       |
| Venstre, Danmarks Liberale Parti Liberale Partei   | V                  | 0.511.643 | 15,8 %    | +4,0      | 29        | ▲ 7       |
| Socialistisk Folkeparti Sozialistische Volkspartei | F                  | 0.268.759 | 08,3 %    | −4,7      | 15        | ▼ 9       |
| Fremskridtspartiet Fortschrittspartei              | Z                  | 0.208.484 | 06,4 %    | −2,6      | 12        | ▼ 4       |
| Centrum-Demokraterne Zentrumsdemokraten            | D                  | 0.165.556 | 05,1 %    | +0,4      | 9         | ▬ 0       |
| Det Radikale Venstre Sozialliberale                | B                  | 0.114.888 | 03,5 %    | −2,1      | 7         | ▼ 3       |
| Kristeligt Folkeparti Christliche Volkspartei      | Q                  | 0.074.174 | 02,3 %    | +0,3      | 4         | ▬ 0       |
| Fælles Kurs Gemeinsamer Kurs                       | P                  | 0.057.896 | 01,8 %    | −0,1      | 0         | –         |
| Enhedslisten – de rød-grønne Einheitsliste         | Ø                  | 0.054.038 | 01,7 %    | neu       | 0         | –         |
| De Grønne Grüne                                    | G                  | 0.027.642 | 00,9 %    | −0,5      | 0         | –         |
| Danmarks Retsforbund Gerechtigkeitsbund            | E                  | 0.017.181 | 00,5 %    | neu       | 0         | –         |
| Det Humanistiske Parti Humanistische Partei        | H                  | 0.000.763 | 00,0 %    | neu       | 0         | –         |
| Parteilose                                         | Parteilose         | 0.010.224 | 00,3 %    | +0,2      | 0         | –         |
|                                                    |                    |           |           |           |           |           |
| Wahlberechtigte                                    | Wahlberechtigte    | 3.941.666 | 3.941.666 | 3.941.666 | 3.941.666 | 3.941.666 |
| Abgegebene Stimmen                                 | Abgegebene Stimmen | 3.265.420 | 3.265.420 | 3.265.420 | 3.265.420 | 3.265.420 |
| Gültige Stimmen                                    | Gültige Stimmen    | 3.239.662 | 3.239.662 | 3.239.662 | 3.239.662 | 3.239.662 |
| Wahlbeteiligung                                    | Wahlbeteiligung    | 82,8 %    | 82,8 %    | 82,8 %    | 82,8 %    | 82,8 %    |

### Färöer
| Partei                                            | Liste              | Stimmen | Prozent | ± %    | Sitze  | ± Sitze |
| ------------------------------------------------- | ------------------ | ------- | ------- | ------ | ------ | ------- |
| Javnaðarflokkurin Sozialdemokraten                | C                  | 4.835   | 27,1 %  | +5,9   | 1      | ▲ 1     |
| Fólkaflokkurin Volkspartei                        | A                  | 4.582   | 25,6 %  | +0,9   | 1      | ▬ 0     |
| Sambandsflokkurin Unionisten                      | B                  | 4.558   | 25,5 %  | +1,1   | 0      | ▼ 1     |
| Tjóðveldisflokkurin Republikaner                  | E                  | 2.377   | 13,3 %  | −7,2   | 0      | –       |
| Sjálvstýrisflokkurin Selbstverwaltungspartei      | D                  | 1.240   | 06,9 %  | +3,0   | 0      | –       |
| Kristiligi Fólkaflokkurin Christliche Volkspartei | F                  | 0.285   | 01,6 %  | −2,3   | 0      | –       |
|                                                   |                    |         |         |        |        |         |
| Wahlberechtigte                                   | Wahlberechtigte    | 33.016  | 33.016  | 33.016 | 33.016 | 33.016  |
| Abgegebene Stimmen                                | Abgegebene Stimmen | 17.956  | 17.956  | 17.956 | 17.956 | 17.956  |
| Gültige Stimmen                                   | Gültige Stimmen    | 17.877  | 17.877  | 17.877 | 17.877 | 17.877  |
| Wahlbeteiligung                                   | Wahlbeteiligung    | 54,4 %  | 54,4 %  | 54,4 % | 54,4 % | 54,4 %  |

### Grönland
| Partei                                   | Stimmen | Prozent | ± %    | Sitze  | ± Sitze |
| ---------------------------------------- | ------- | ------- | ------ | ------ | ------- |
| Siumut Vorwärts                          | 8.272   | 42,8 %  | +2,7   | 1      | ▬ 0     |
| Atassut Gemeinsinn                       | 7.087   | 36,6 %  | −2,1   | 1      | ▬ 0     |
| Inuit Ataqatigiit Gemeinschaft der Inuit | 3.281   | 17,0 %  | −0,3   | 0      | –       |
| Issittup Partiia Polar-Partei            | 0.366   | 01,9 %  | −2,0   | 0      | –       |
|                                          |         |         |        |        |         |
| Wahlberechtigte                          | 39.511  | 39.511  | 39.511 | 39.511 | 39.511  |
| Abgegebene Stimmen                       | 20.080  | 20.080  | 20.080 | 20.080 | 20.080  |
| Gültige Stimmen                          | 19.339  | 19.339  | 19.339 | 19.339 | 19.339  |
| Wahlbeteiligung                          | 50,8 %  | 50,8 %  | 50,8 % | 50,8 % | 50,8 %  |